# Laura Dutra
Laura Dutra (Lisboa, 12 de maio de 1998) é uma atriz luso-brasileira que ganhou proeminência pela sua atuação na novela Nazaré.

## Biografia
Laura Dutra nasceu em Lisboa e dividiu a sua infância entre Portugal e Brasil. É filha de um pintor e diretor criativo e de uma mãe psicóloga. É ainda irmã de Lucas Dutra que, tal como Laura, também seguiu o ramo artístico. A representação atraiu Laura desde a infância, e a oportunidade de estudá-la solidificou a sua convicção de que esse era o caminho a seguir. Cresceu a dividir o seu tempo entre Portugal e Brasil, contribuindo para a sua fluência em português e inglês e enriquecendo a sua perspectiva artística.
Além da sua carreira artística, Laura é apaixonada por bodyboard, desporto no qual já competiu. A sua família desempenhou um papel central, proporcionando um ambiente onde a sua paixão pela atuação pôde florescer.
A presença inspiradora do seu pai, um pintor e diretor criativo, desde a sua infância nutriu a criatividade de Laura, oferecendo-lhe a liberdade de ver a arte como uma jornada segura e significativa. As telas do pai, repletas de tentativas de quebrar os tabus sociais, influenciaram a abordagem ousada de Laura na atuação, incentivando-a a desafiar convenções e transmitir mensagens poderosas no ecrã.
A mãe de Laura, psicóloga de mente aberta, contribuiu para a compreensão profunda da complexidade humana. A educação que recebeu permitiu que Laura explorasse o espectro emocional dos seus personagens de maneira autêntica e penetrante.
Numa narrativa que vai além das conquistas artísticas, Laura Dutra destaca os seus pais como os pilares, conforto e segurança na sua vida.

## Carreira

### Teatro
Dutra iniciou a sua carreira no teatro aos 12 anos. As suas primeiras atuações incluíram peças como "Mundo da Sara", "Escola de Bruxas", "Planeta Tupi" e "Escola de Heróis" no Teatro Independente de Oeiras.

### Televisão
Laura começou a trabalhar no audiovisual em Portugal aos 17 anos. A partir dai, atuou em várias produções televisivas, entre as quais se destacou em Irreversível, Sangue Oculto, A Lista, A Serra e Nazaré, estando a trabalhar atualmente no Brasil na série do Globoplay, Vermelho Sangue.

### Cinema
No cinema, Laura destacou-se em filmes como After Everything, e Infinimundo. Em 2020, protagonizou a sua primeira longa-metragem, recebendo o prémio de Atriz Promessa 2021 pela Academia Portuguesa de Cinema.

## Filmografia

### Teatro
- 2010-11: Escola de Heróis no Teatro Independente de Oeiras
- 2011-12: Planeta Tupi no Teatro Independente de Oeiras[14]
- 2014: Escola de Bruxas no Teatro Independente de Oeiras[14]
- 2016-17: Mundo da Sara,  Universal Studios - Digressão Nacional

### Televisão
| Ano         | Projeto                    | Papel                         | Notas                                      | Canal      |
| ----------- | -------------------------- | ----------------------------- | ------------------------------------------ | ---------- |
| 2016        | Poderosas                  | —                             | Elenco Adicional                           | SIC        |
| 2017        | Rainha das Flores          | Bruna                         | Elenco Adicional                           | SIC        |
| 2017 - 2018 | Paixão                     | Carolina                      | Elenco Adicional (T1)Elenco Principal (T2) | SIC        |
| 2017        | Ministério do Tempo        | Sónia                         | Elenco Adicional                           | RTP1       |
| 2018 - 2019 | Valor da Vida              | Raíssa Afonso                 | Elenco Principal                           | TVI        |
| 2018        | Onde Está Elisa?           | Carla                         | Elenco Adicional                           | TVI        |
| 2018        | 1986                       | Marta                         | Elenco Principal                           | RTP1       |
| 2019 - 2021 | Nazaré                     | Ana Vaz                       | Elenco Principal                           | SIC        |
| 2020        | Conta-me como Foi          | Amiga de Luz                  | Elenco Adicional                           | RTP1       |
| 2020        | O Atentado                 | Isabel                        | Elenco Principal                           | RTP1       |
| 2021        | Crónica dos Bons Malandros | Caludina                      | Elenco Adicional                           | RTP1       |
| 2021 - 2022 | A Serra                    | Margarida «Guida» Maria Grilo | Elenco Principal                           | SIC        |
| 2021 - 2023 | A Lista                    | Catarina Lemos                | Protagonista (OPTO)                        | SIC        |
| 2022        | Lua de Mel                 | Margarida «Guida» Maria Grilo | Atriz convidada de "A Serra"               | SIC        |
| 2022        | Sangue Oculto              | Teresa Batista (jovem)        | Elenco Adicional                           | SIC        |
| 2023        | Marco Paulo                | Conceição                     | Elenco Principal                           | SIC        |
| 2024        | Irreversível               | Sara                          | Protagonista                               | RTP1       |
| 2025 - 2026 | A Herança                  | Teresa «Teresinha» Santos     | Elenco Principal                           | SIC        |
| 2025        | Ninguém como Tu            | Teresa Albuquerque            | Elenco Principal                           | TVI        |
| 2025        | Vermelho Sangue            | Celina                        | Elenco Principal                           | Rede Globo |

### Cinema
| Ano  | Projeto                                   | Papel  | Notas              |
| ---- | ----------------------------------------- | ------ | ------------------ |
| 2020 | A Impossibilidade de Estar Só             | Fred   | —                  |
| 2022 | Lost in Fuseta: Ein Krimi aus Portugal    | Eva    | Filme de televisão |
| 2022 | Lost in Fuseta - Ein Krimi aus Portugal 2 | Eva    | Filme de televisão |
| 2023 | After Everything                          | Paloma | Elenco adicional   |

## Prémios e indicações
| Ano  | Premiação        | Categoria               | Trabalho indicado             | Resultado |
| ---- | ---------------- | ----------------------- | ----------------------------- | --------- |
| 2020 | Fantastic Awards | Melhor Atriz Secundária | Nazaré                        | Venceu    |
| 2021 | Prémio NICO      | Atriz Revelação         | A Impossibilidade de Estar Só | Venceu    |
| 2022 | E! Red Carpet    | Atriz Revelação         | A Serra                       | Venceu    |